# Берензвиллер
Берензви́ллер (фр. Berentzwiller) — коммуна на северо-востоке Франции в регионе Гранд-Эст (бывший Эльзас — Шампань — Арденны — Лотарингия), департамент Верхний Рейн, округ Альткирш, кантон Альткирш.
Площадь коммуны — 6,08 км², население — 321 человек (2006) с тенденцией к стабилизации: 322 человека (2012), плотность населения — 53,0 чел/км².

## Население
Численность населения коммуны в 2011 году составляла 327 человек, а в 2012 году — 322 человека.
| 1962 | 1968 | 1975 | 1982 | 1990 | 1999 | 2006 | 2011 | 2012 |
| ---- | ---- | ---- | ---- | ---- | ---- | ---- | ---- | ---- |
| 207  | 207  | 207  | 222  | 233  | 313  | 321  | 327  | 322  |

Динамика населения:

## Экономика
В 2010 году из 218 человек трудоспособного возраста (от 15 до 64 лет) 171 были экономически активными, 47 — неактивными (показатель активности 78,4%, в 1999 году — 69,6%). Из 171 активных трудоспособных жителей работали 163 человека (83 мужчины и 80 женщин), 8 числились безработными (4 мужчины и 4 женщины). Среди 47 трудоспособных неактивных граждан 12 были учениками либо студентами, 16 — пенсионерами, а ещё 19 — были неактивны в силу других причин.
На протяжении 2011 года в коммуне числилось 125 облагаемых налогом домохозяйств, в которых проживало 327 человек. При этом медиана доходов составила 32171 евро на одного налогоплательщика.